# Needle Tower
Needle Tower (Nederlands: Naaldentoren) is de naam van twee kunstwerken van de Amerikaanse beeldhouwer Kenneth Snelson.
De eerste Needle Tower (1968) staat in het beeldenpark van het Hirshhorn Museum and Sculpture Garden in Washington D.C. in de Verenigde Staten. Needle Tower II (1969) is aangekocht door het Kröller-Müller Museum in Otterlo en is te bezichtigen in het beeldenpark van dit museum.
Het kunstwerk is een voorbeeld van tensegrity, waarbij druk- en trekkrachten elkaar in evenwicht houden.

## Galerij

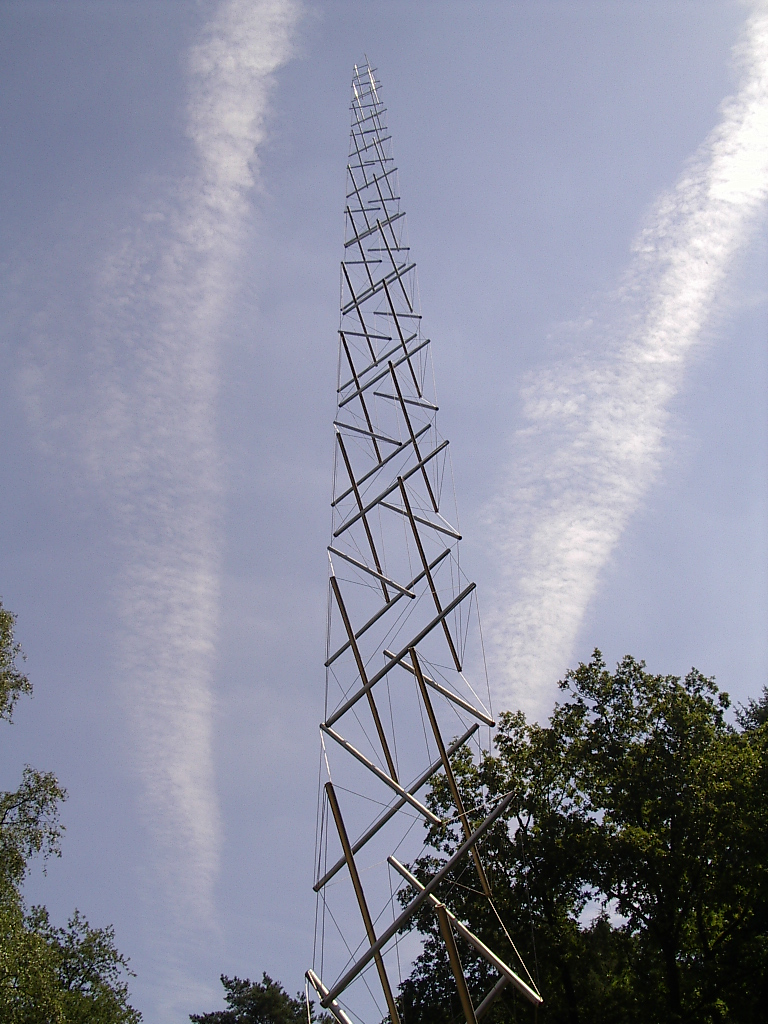
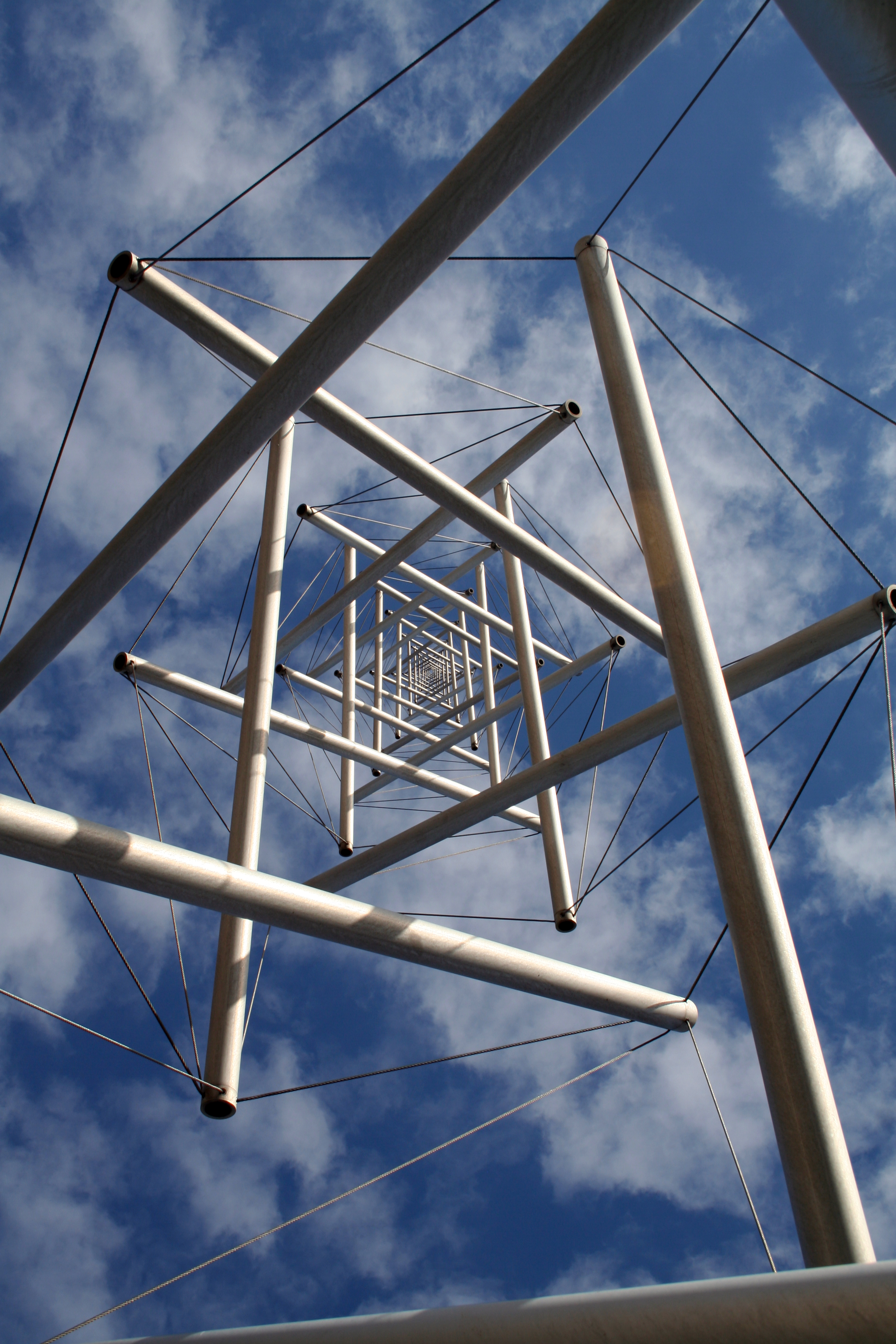
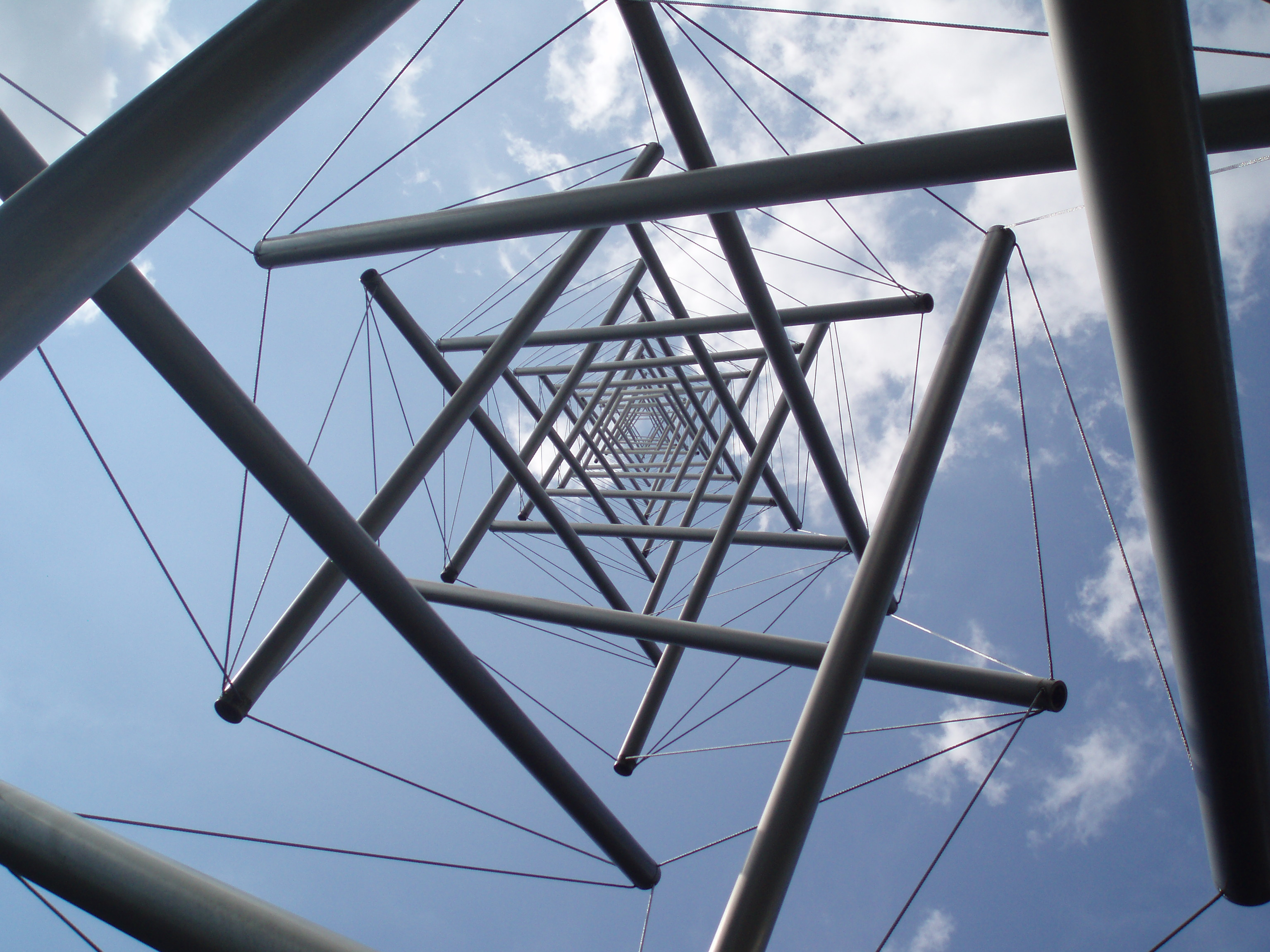